# McDonnell Douglas Harrier II
AV-8B Harrier II är ett amerikansk-brittiskt marint attackflygplan med vertikal start- och landningsförmåga (V/STOL), framtagen av flygplanstillverkarna McDonnell Douglas i USA (idag Boeing) och British Aerospace i Storbritannien (idag BAE Systems). Planet är en vidareutveckling från det äldre stridsflygplanet Hawker Siddeley Harrier, men är till stor del ett helt nyutvecklat flygplan, trots att det bär samma namn.

## Utveckling

### Advanced Harrier
År 1973 började ett brittiskt-amerikanskt utvecklingsteam undersöka möjligheten att konstruera en ersättare till de äldre Harrier-flygplanen och A-4 Skyhawk baserat på den större motorn Rolls-Royce Pegasus 15. Projektet fick namnet AV-16 Advanced Harrier. År 1975 drog sig Storbritannien ur projektet vilket gjorde att även USA blev tvungna att lägga ner projektet av ekonomiska skäl.

### Harrier II
Behovet av en ersättare kvarstod och 1976 började McDonnell Douglas om på nytt med ett mindre ambitiöst projekt att uppgradera marinkårens befintliga Harriers. Många erfarenheter från AV-16 projektet togs till vara och 1978 flög två gamla Harriers ombyggda till prototyperna YAV-8B.
Provflygningarna blev lyckade och 1979 fick man kontrakt på att ersätta marinkårens befintliga Harriers. År 1980 gick brittiska BAE Systems in i projektet och började producera Harrier II för brittiska flygvapnet. Det nya flygplanet fick beteckningen AV-8B i USA och Harrier GR.5 i Storbritannien.

### Vidare utveckling
Från början var Harrier II ett dagflygplan med begränsad förmåga att verka på natten och i dåligt väder. Därför började en ny variant utvecklas 1989 med värmekamera (FLIR) och starkare motor. Dessa fick beteckningen AV-8B(NA) i USA och Harrier GR.7 i Storbritannien.

### Radar
Länge var brittiska flottans Harrier FRS.1 baserad på den ursprungliga Harriern de enda Harriers som hade radar. Denna Blue Fox-radar hade ganska begränsad räckvidd och själva flygplanen (jämnåriga med RAF:s Harrier GR.3) var också i behov av att ersättas. Därför utvecklade BAE en marin version av Harrier II som fick beteckningen Harrier FA.2. Den togs i tjänst 1993 och hade en betydligt mer avancerad radar som gick under namnet Blue Vixen.
Fördelarna med radar blev snart uppenbara även för amerikanska marinkåren som bytte ut bombsiktet AN/ASB-19 mot radarn AN/APG-65. Efter den ändringen fick flygplanen beteckningen AV-8B+.

## Varianter

### USA
- YAV-8B – två prototyper ombyggda från AV-8A.
- AV-8B – dagversion med bombsikte AN/ASB-19, men utan värmekameran FLIR.
- AV-8B(NA) – nattversion med AN/ASB-19 med FLIR monterad ovanför.
- AV-8B+ – allvädersversion med radarn AN/APG-65.
- TAV-8B – tvåsitsig version för flygutbildning.

### Storbritannien
- Harrier GR.5 – RAF:s första Harrier II. De skiljer sig från AV-8B genom ytterligare två vapenbalkar, annan avionik och motmedel.
- Harrier GR.7 – RAF:s motsvarighet till AV-8B(NA) med FLIR monterad ovanför nosen.
- Harrier GR.9 – GR.7 uppgaderad med nytt navigationssystem, ny elektronik, starkare motor och nya vapenalternativ.
- Sea Harrier FA.2 – marin version av Harrier II med Blue Vixen-radar och möjlighet att bära AIM-120 AMRAAM. Togs ur bruk 2006.[2]

## Användare
Royal Navy
Harrier FA.2 (1988-2006). Harrier GR.7 (2007-2010).
 Storbritanniens flygvapen
Harrier GR.5, GR.7 och GR.9 (1983-2010). År 2011 såldes 72 stycken GR.9 till USA:s marinkår.
 Italiens flotta
15 stycken AV-8B ombord på Giuseppe Garibaldi, år 2021.
 Spaniens flotta
12 stycken AV-8B+ ombord på Príncipe de Asturias. Planerar livstidsförlängning till 2030.
 USA:s marinkår
AV-8B, AV-8B(NA) och AV-8B+ från 1985. 124 stycken AV-8B+ i tjänst troligen till 2029.

## Bilder

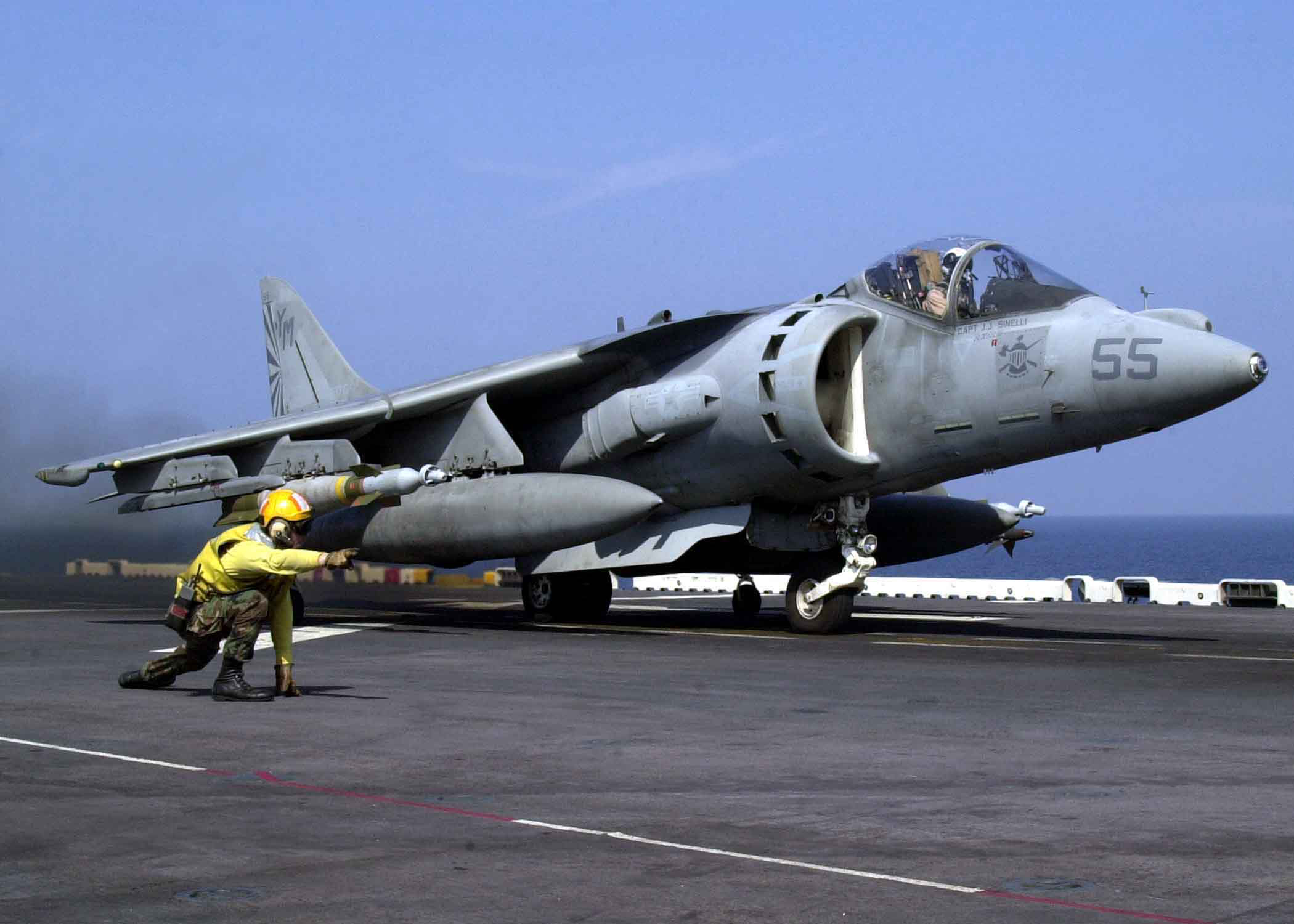
EN AV-8B(NA) klar att starta från amfibiefartyget USS Bataan.
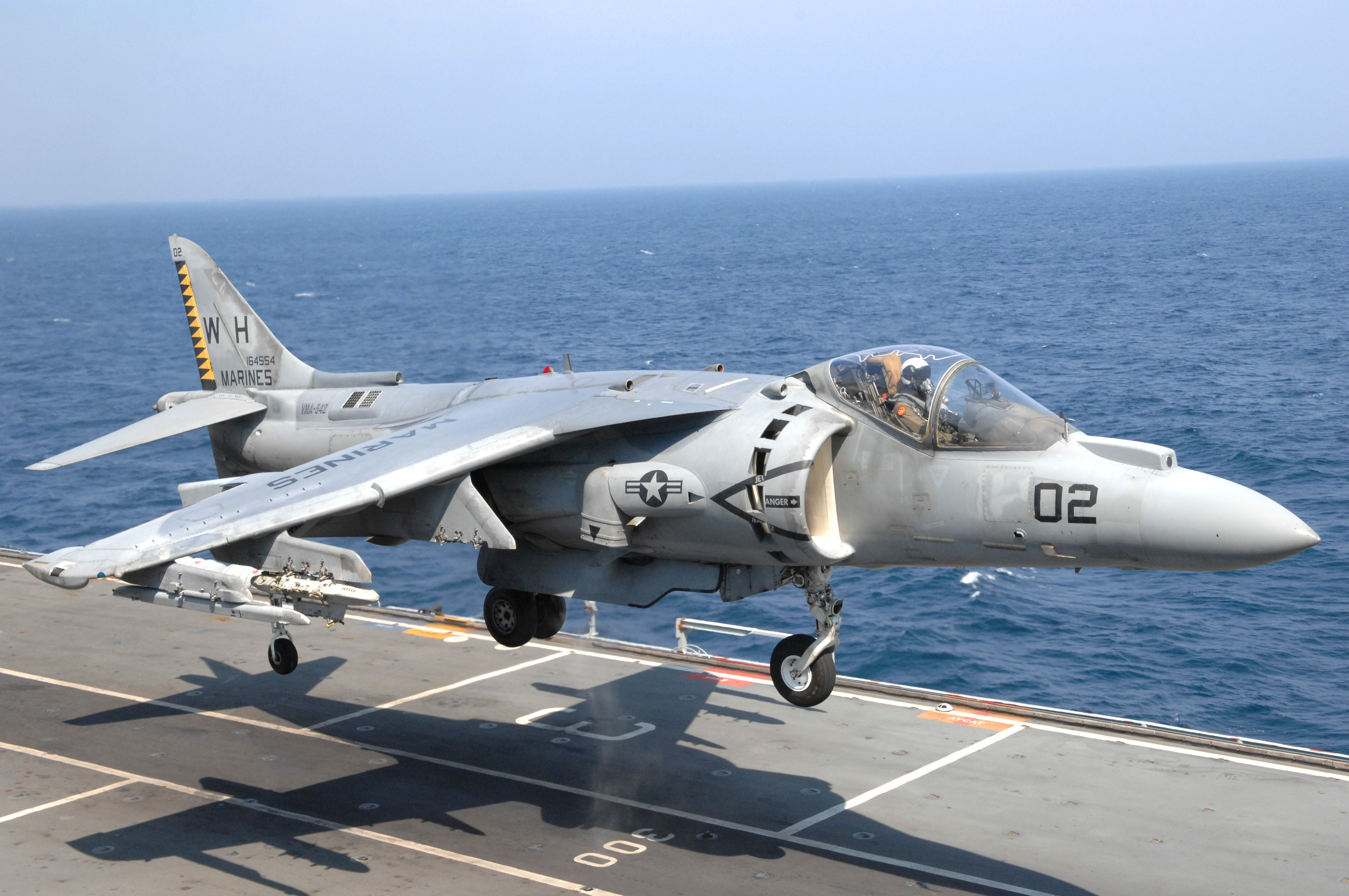
En AV-8B+ från amerikanska marinkårens attackdivision VMA-542 Tigers landar ombord på brittiska flottans hangarfartyg HMS Illustrious.
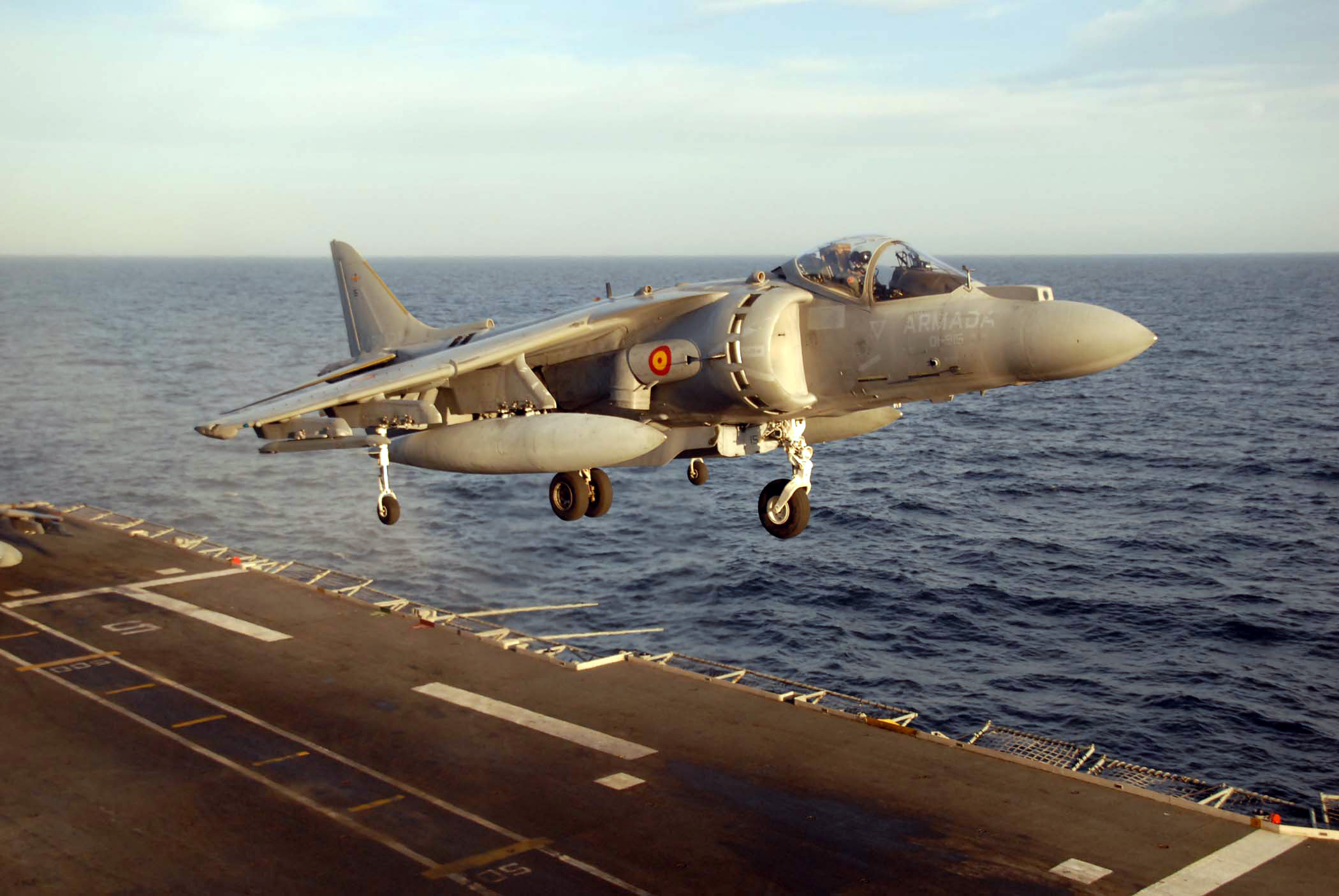
En AV-8B+ från spanska flottan landar på hangarfartyget Príncipe de Asturias.

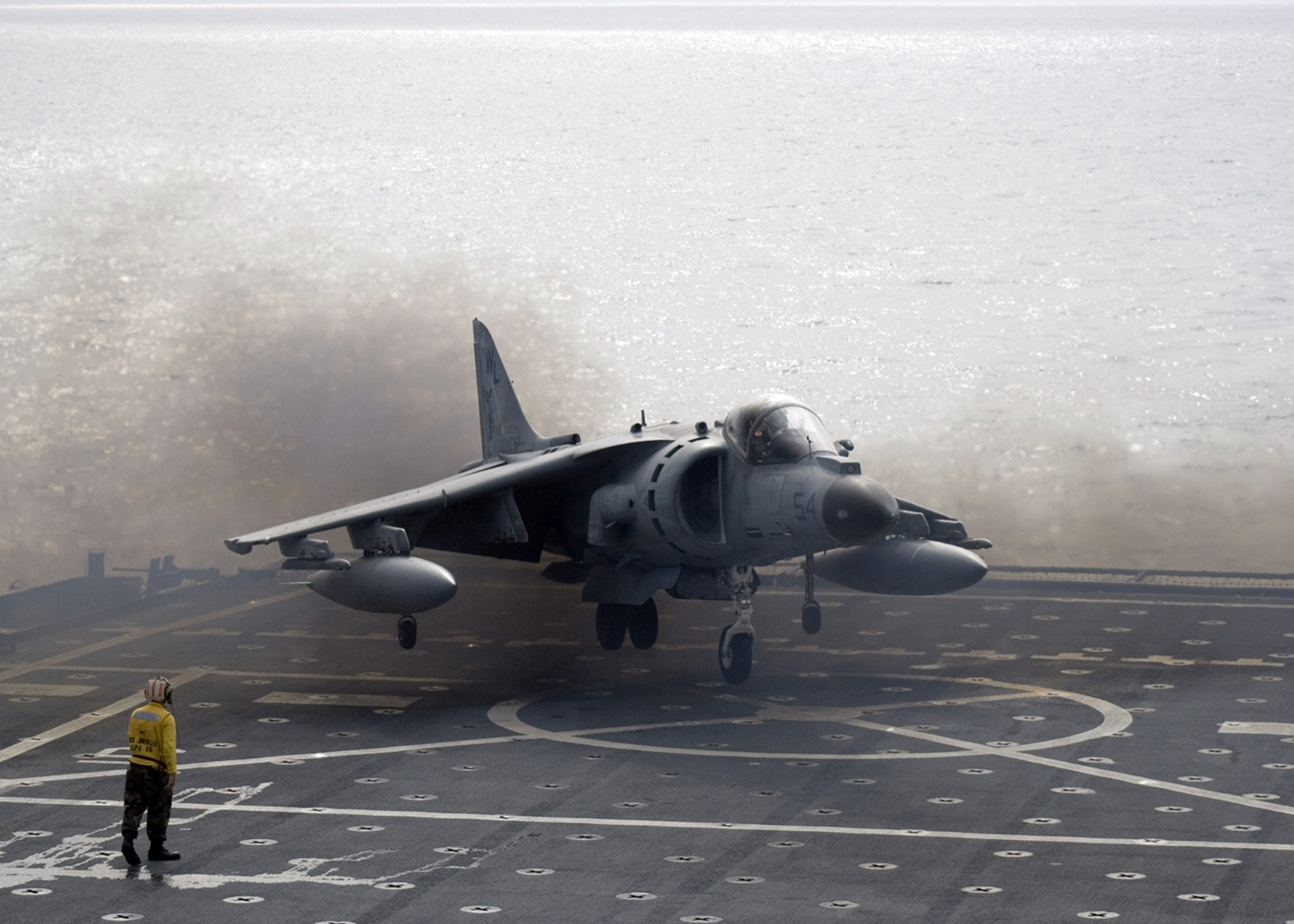
En AV-8B+ landar på USS Juneau. Den svarta röken uppstår när vatten sprutas in i motorn för att få större dragkraft.
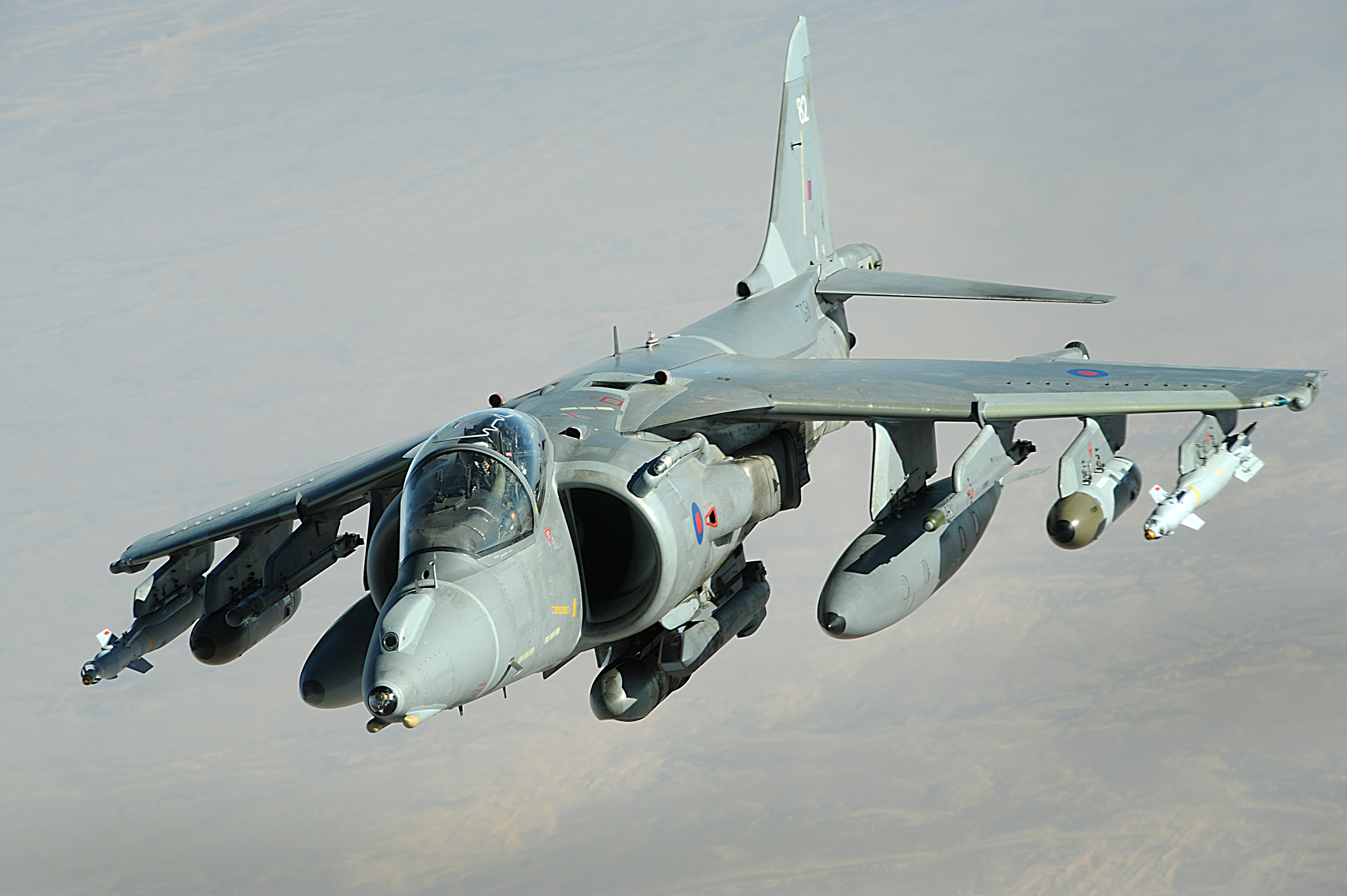
En Harrier GR.9 från Royal Air Force på patrull över Afghanistan, 12 december 2008.
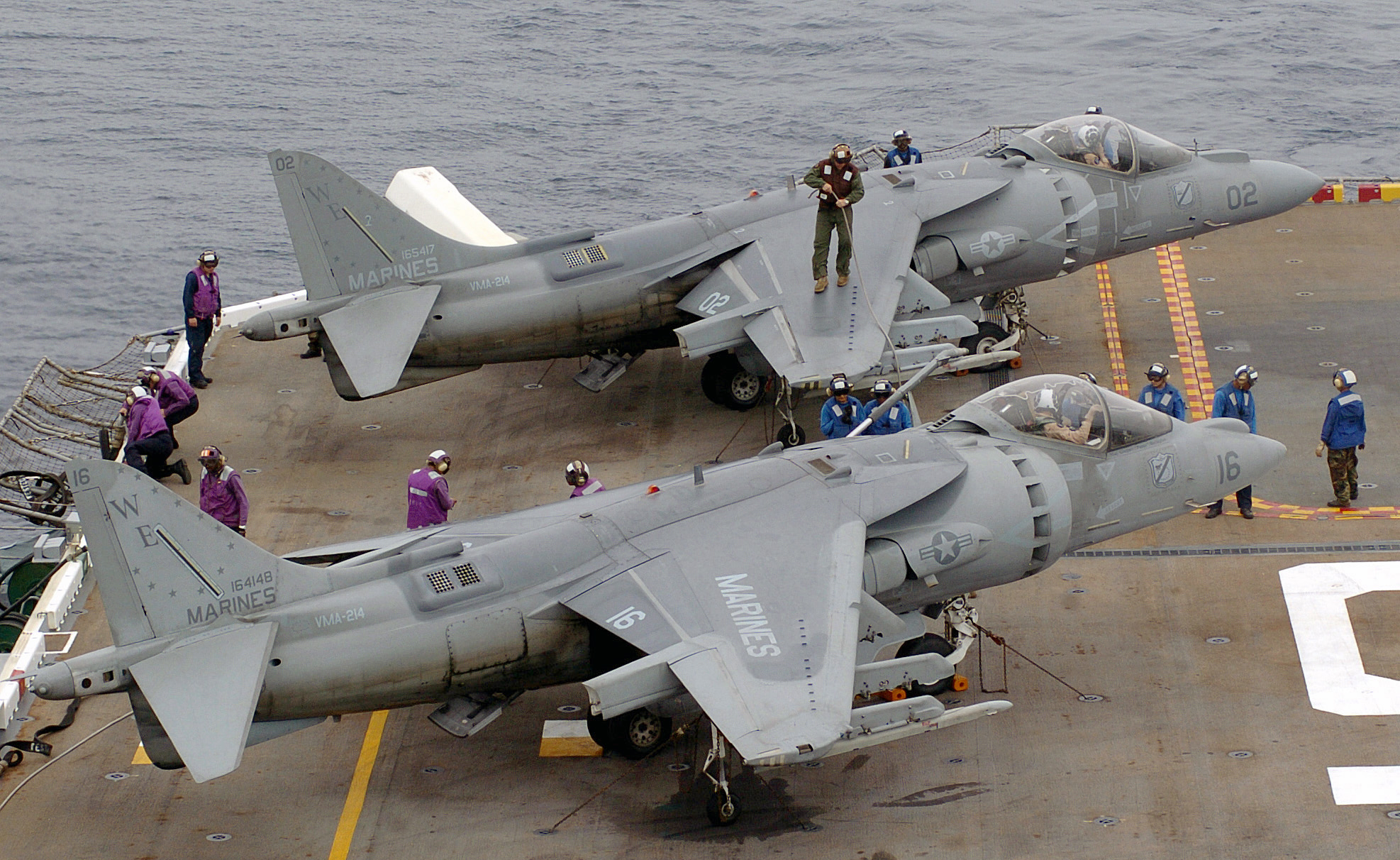
Två AV-8B+ från amerikanska marinkårens attackdivision VMA-214 The Black Sheep ombord på amfibiefartyget USS Peleliu.

### Översättningar
Den här artikeln är helt eller delvis baserad på material från engelskspråkiga Wikipedia, McDonnell Douglas AV-8B Harrier II, 6 november 2010.
Den här artikeln är helt eller delvis baserad på material från engelskspråkiga Wikipedia, BAE Harrier II, 6 november 2010.
Den här artikeln är helt eller delvis baserad på material från engelskspråkiga Wikipedia, British Aerospace Sea Harrier, 6 november 2010.